# His Actress Daughter
His Actress Daughter è un cortometraggio muto del 1912 diretto da Bert Haldane.
Non si conoscono altri dati del film che, prodotto dalla Hepworth, fu distrutto nel 1924 dallo stesso produttore. Cecil M. Hepworth, in gravi difficoltà finanziarie, giunse a tanto per poter recuperare il nitrato d'argento della pellicola.

## Produzione
Il film fu prodotto dalla Hepworth.

## Distribuzione
Distribuito dalla Hepworth, il film - un cortometraggio di circa 198 metri  - uscì nelle sale cinematografiche britanniche nell'aprile 1912.